# Throscinus spangleri
Throscinus spangleri är en skalbaggsart som beskrevs av Wooldridge 1981. Throscinus spangleri ingår i släktet Throscinus och familjen lerstrandbaggar. Inga underarter finns listade i Catalogue of Life.